# フォン人
フォン人（仏: les Fons、英: Fon people）は、西アフリカの民族。主にベナン、トーゴ及びナイジェリア西部に居住し、特にベナンにおいては総人口の25%を占める最大民族である。総数は350万人以上にのぼる。フォン語はグベ語群に属し、主にベナン南部で話されている。フォン人の起源は、トーゴ南東部のベナン国境に近いタドの村といわれている。
多くのフォン人は現在も村や小さな街で泥や鉄の切妻屋根の家で暮らしている。フォン人はダホメ王国の首都だったアボメイや海岸部のウィダーの街を建設し、現在でもその町に多く住む。これらの町は奴隷貿易時代奴隷の集散地となっていた。フランス領西アフリカからダオメー共和国が独立すると、フォン人は王族の血を引くジャスティン・アホマデグベを立てて政界を三分し、1972年にマチュー・ケレクによって終止符が打たれるまで鼎立状態が続いた。
文化的には父系制であり、一夫多妻も離婚もできる。葬儀はフォン人にとって最も重要な行事であり、ドラムやダンスによる喪がしばしば数日間続けられる。フォン人は人が死ねば輪廻転生すると信じている。
フォン人はキリスト教、またはブードゥー教の信者が多い。もともとフォン人の信仰を元にして成立したヴードゥー教は、フォン人が奴隷貿易によって拡散するに従い全世界へと広まっていった。現在でもヴードゥー教の聖地はフォン人の町であるウィダーにあり、年に一度信徒の総会が開かれる。
- 1905年
- 1912年
- 王の衣
- 王笏